# Smoky Mountain Wrestling
Smoky Mountain Wrestling (SMW) foi uma promoção independente de wrestling profissional estadunidense, que durou entre Outubro de 1991 e Dezembro de 1995, sendo dirigida por Jim Cornette. A promoção teve sede em Knoxville, Tennessee e os escritórios em Morristown, Tennessee.
Dentre os wrestlers que passaram pela SMW, há de destacar Bob Holly, Al Snow, Balls Mahoney, Chris Jericho, Kane, Lance Storm, BG James e D'Lo Brown.

## Últimos campeões
| Título                                            | Último campeão               |
| ------------------------------------------------- | ---------------------------- |
| SMW Heavyweight Championship                      | Jerry Lawler                 |
| SMW "Beat The Champ" Television Championship      | Booby Blaze                  |
| SMW Tag Team Championship                         | Tom Prichard e Jimmy Del Ray |
| SMW United States Junior Heavyweight Championship | Booby Blaze                  |